# Rasdhoo
Rasdhoo is een van de bewoonde eilanden van het Alif Alif-atol behorende tot de Maldiven.
Het is een ringvormig atol ten westen van de hoofdstad Malé.
Door drie kanalen: North-Channel, Rasdhoo-Channel en Madivaru-Channel is wateruitwisseling tussen lagune en buitenrif mogelijk.
Rondom het buitenrif zijn vele interessante duikplaatsen.
Rasdhoo is de hoofdstad van het Alif Alif-atol.

## Demografie
Rasdhoo telt (stand maart 2007) 421 vrouwen en 452 mannen.